# 永寧左郡
永寧左郡，中国南北朝时设置的郡。
南朝齐武帝永明三年（485年）之前置永寧左郡，属司州。治所在曲陵县（今湖北省汉川市西北麻河镇），下辖曲陵县、中曲陵县、孝怀县、安德县。永明三年（485年）十二月，永寧左郡樠木连理。南梁、南陈废永寧左郡。